# الطريق الأوروبي E13
الطريق الأوروبي E13 هو جزء من شبكة الطرق الأوروبية الدولية. يمتد معظم طول الطريق السريع في المملكة المتحدة، من جنوب يوركشاير إلى لندن. يبلغ طوله 277 كم (172 ميل).